# Bockschmiede
Bockschmiede ist ein Ortsteil von Döschnitz im Landkreis Saalfeld-Rudolstadt in Thüringen.

## Lage
Die Bockschmiede liegt an der Landesstraße 2382, die von Sitzendorf kommend zur Bundesstraße 281 bei Reichmannsdorf führt, in einem Hochflächental, welches nach Süden vom Wald flankiert ist.

## Wirtschaft und Infrastruktur
In dem Dörfchen Bockschmiede betreibt man Landhandel mit regionalen Spezialitäten. Außerdem widmen sich die Einwohner dem Tourismus. Sie bieten Ferienwohnungen und Unterkünfte an.